# Andruschiwka (Kremenez)
Andruschiwka (ukrainisch Андрушівка; russisch Андрушовка Andruschowka, polnisch Andruszówka) ist ein Dorf im Norden der ukrainischen Oblast Ternopil mit etwa 400 Einwohnern (2001).

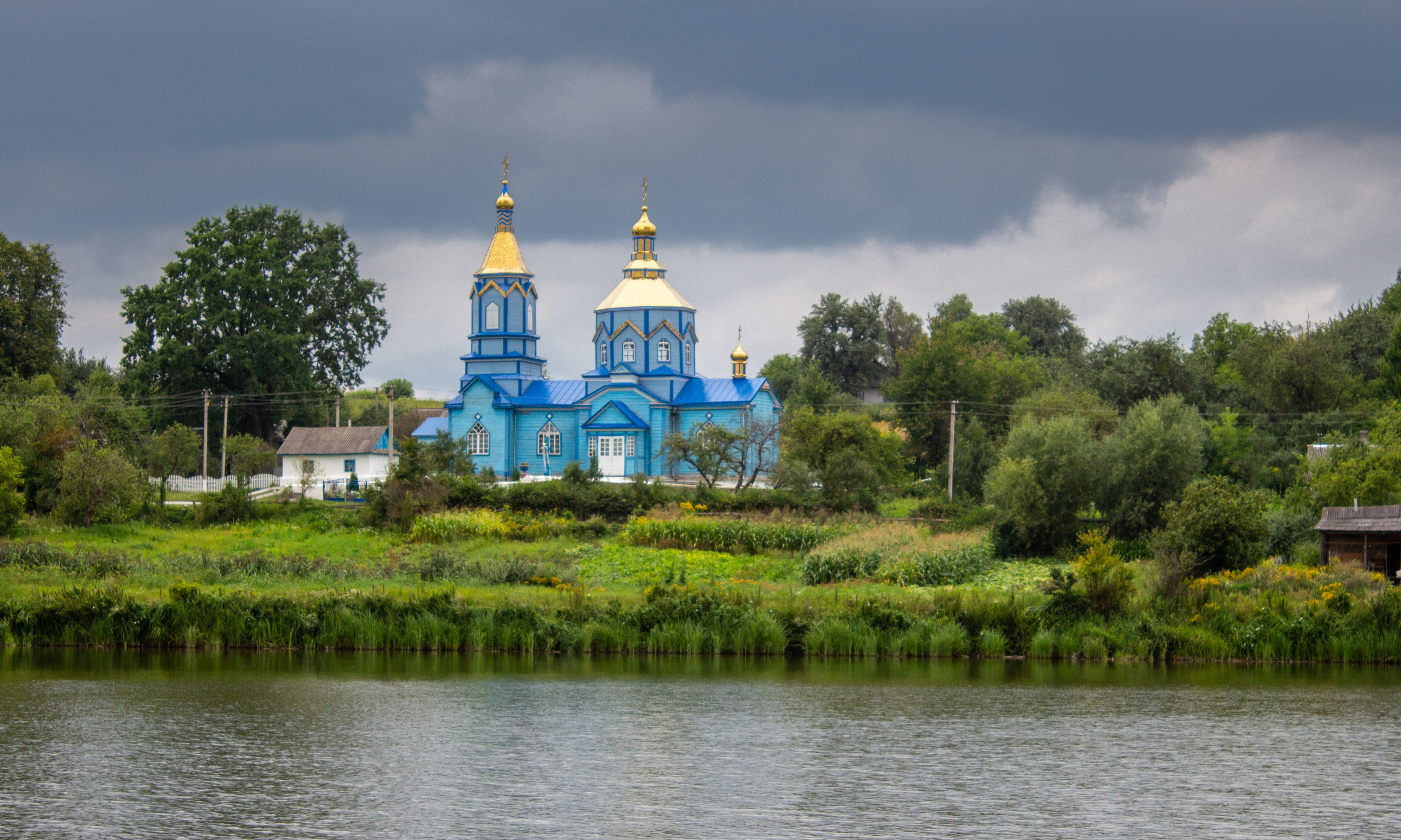
St.-Nikolaus-Kirche in Andruschiwka

Das erstmals 1654 schriftlich erwähnte Dorf (eine weitere Quelle nennt die zweite Hälfte des 16. Jahrhunderts als Zeitraum der Ersterwähnung) gehört seit Juli 2015 administrativ zur
Stadtgemeinde Schumsk (Шумська міська громада Schumska miska hromada) im Norden des Rajon Schumsk, bis dahin bildete es zusammen mit den Dörfern Kutjanka (Кутянка), Peremoriwka (Переморівка) und Ruska Huta (Руська Гута) die Landratsgemeinde Andruschiwka (Андрушівська сільська рада/Andruschiwska silska rada) im Nordosten des Rajons Schumsk.
Am 17. Juli 2020 wurde der Ort Teil des Rajons Kremenez.
Im Zentrum vom Dorf befindet sich die 1899 erbaute, denkmalgeschützte St.-Nikolaus-Holzkirche.
Die Ortschaft liegt auf einer Höhe von 245 m am Ufer der Kutjanka (Кутянка), einem 20 km langen, linken Nebenfluss der Wilija (Вілія), 16 km nördlich vom ehemaligen Rajonzentrum Schumsk und 105 km nordöstlich vom Oblastzentrum Ternopil. Die Stadt Ostroh im benachbarten Oblast Riwne liegt etwa 30 km nordöstlich von Andruschiwka.